# Chloroclystis impudicis
Chloroclystis impudicis är en fjärilsart som beskrevs av John S. Dugdale 1964. Chloroclystis impudicis ingår i släktet Chloroclystis och familjen mätare. Inga underarter finns listade i Catalogue of Life.